# Pattersonichthys
Pattersonichthys è un genere estinto di pesci ossei appartenente ai Teleostei, vissuto durante il Cretaceo superiore, nel Cenomaniano medio, i cui fossili sono stati ritrovati in Libano. Il genere è rappresentato da una sola specie nota, Pattersonichthys delicatus.

## Descrizione
Pattersonichthys era un pesce di piccole dimensioni, con una testa allungata la cui lunghezza superava l’altezza del corpo. Il corpo era slanciato e non particolarmente profondo, con scaglie principalmente cicloidi. L’opercolo era privo di ornamentazioni o squame. Le pinne pelviche erano posizionate in sede sub-toracica, una condizione considerata primitiva. Il numero totale di vertebre era pari a 30, di cui 17 caudali. La pinna dorsale presentava 13 o 14 raggi, mentre la pinna anale, situata posteriormente alla dorsale, ne contava circa 10. La pinna caudale possedeva 17 raggi ramificati.
Le ossa craniche erano semplici e non ornate, con i parietali che si incontravano lungo la linea mediana del tetto cranico. L'antorbitale e l'orbitosfenoide erano presenti. Il premascellare era piccolo ma mostrava un processo ascendente in via di sviluppo, mentre la mascella era grande e sosteneva due ossa supramascellari. Il ceratoiale risultava solo leggermente ingrossato. Gli elementi vertebrali non erano completamente fusi e vi era una presenza numerosa di epineurali. L’arco mesocoracoideo era assente e vi era una sola vertebra urale libera.
Non erano presenti spine vere e proprie nelle pinne, anche se i primi due raggi della dorsale, sebbene non segmentati, erano rigidi e di aspetto spinoso.

## Classificazione
Pattersonichthys delicatus è stato descritto inizialmente da Goody nel 1969, sulla base di alcuni esemplari fossili ritrovati nella zona di Hajoula, in Libano, e risalenti al Cenomaniano. inizialmente attribuito all'ordine †Ctenothrissiformes, un gruppo di teleostei mesozoici arcaici. Rispetto a Ctenothrissa, Pattersonichthys mostra una morfologia più generalizzata e primitiva, avvicinandosi maggiormente a generi come Aulolepis e Pateroperca.
In ogni caso, successivamente Pattersonichthys è stato ascritto a una famiglia a sé stante (Pattersonichthyidae) e a un ordine a sé stante (Pattersonichthyiformes); insieme agli affini Ctenothrissiformes, i Pattersonichthyiformes sarebbero vicini ai Polymixiiformes, attualmente ancora rappresentati da alcune specie.

Altre specie attribuite in seguito alla famiglia Pattersonichthyiformes sono Humilichthys orientalis e Phoenicolepis arcuatus, sempre del Cenomaniano del Libano.